# Emmanuelle l'antivergine
Emmanuelle l'antivergine (Emmanuelle: L'antivierge) è un film del 1975 diretto da Francis Giacobetti, con protagonista Sylvia Kristel.
Noto anche come Emmanuelle 2, è il secondo episodio della serie di film erotici iniziata l'anno precedente con Emmanuelle.

## Trama
Emmanuelle raggiunge ad Hong Kong il marito Jean, ingegnere. Lì fanno un patto di reciproca libertà sessuale, in quanto ritengono più importante la felicità rispetto alla fedeltà. Dopo aver raccontato le loro esperienze extramatrimoniali (Emmanuelle con una giovane ragazza, Jean con la figlia di un suo amico) instaurano un rapporto a tre con la sedicenne Anne-Marie, inesperta ragazza francese.

## Distribuzione
In Italia fu distribuito dalla Cineriz con notevole ritardo, addirittura i primi di febbraio del 1977, e per di più in versione censurata, portando il film alla durata di 75 minuti circa contro gli 87 minuti originali. Il doppiaggio italiano venne curato dalla storica C.D. (Serena Verdirosi dava la voce alla Kristel) e questo stesso doppiaggio sopravviveva anche nelle varie edizioni in VHS che lo distribuirono con il titolo L'antivergine - Emmanuelle 2.
Nel 2008 il film uscì in DVD nella sua versione integrale grazie alla Universal/Studio Canal, però con un doppiaggio completamente diverso (fino al punto che, mentre nella prima versione italiana Umberto Orsini si doppiava da sé, in quella recente in DVD è stato doppiato anch'egli da un altro attore).

## Critica
Curiosamente, per alcuni critici questa seconda avventura di Emmanuelle convince di più della precedente: «Fatto sta che questo secondo capitolo di Emmanuelle riesce dove il primo aveva fallito e cioè a coinvolgere lo spettatore. Sarà per l'ottimo utilizzo dei colori (contrasti cromatici molto forti che vanno dal blu glaciale all'arancione più avvolgente) che conferisce alle tante scene di sesso un'atmosfera surreale e quasi onirica; sarà che Emmanuelle questa volta non viene dipinta come una ninfomane che dà via il pane al primo che passa ma, anzi, sa fare le sue scelte [...]; sarà che il tema dell'iniziazione sessuale di una vergine non può lasciarci indifferenti o che ormai le malinconiche e bellissime musiche di Francis Lai ci sono entrate nel cuore; fatto sta che Emmanuelle 2 l'antivergine è uno dei rari casi in cui un sequel conquista di gran lunga più dell'originale»